# Moment de inerție
Momentul de inerție este o mărime fizică tensorială care exprimă măsura prin care un corp se opune modificării stării sale de repaus relativ sau de mișcare de rotație uniformă la acțiunea unui moment al forței. Conceptul a fost introdus de Leonhard Euler în 1765. Deorece privește rotația corpurilor, termenul este uneori interpretat ca inerție rotațională.
Momentul de inerție este analog masei (masă inerțială) de la mișcarea liniară, care măsoară rezistența (inerția) corpurilor la schimbarea stării lor de mișcare în linie dreaptă. Descrie relația matematică dintre momentul cinetic și viteză unghiulară ca și dintre momentul forței și accelerație unghiulară:
{\displaystyle L=I\epsilon \,.}

## Formulă dimensională și unități de măsură
Conform analizei dimensionale, formula dimensională pentru momentul de inerție se scrie sub forma:
Adică dimensiunea fizică a momentului de inerție este masă ori lungime la pătrat.
În Sistemul Internațional de Măsuri
masa se măsoară în kilogram și lungimea în metru, rezultă că unitatea de măsură pentru momentul de inerție este:
În SI, momentul de inerție se măsoară deci în kilogram ori metru la pătrat. Moment de inerție de un kilogram metru la pătrat are un punct material cu masa de un kilogram aflat la o distanță de un metru față de centrul de rotație (sau axa de rotație).
În sistemul de măsuri tolerat, cgs, unitatea de măsură este {\displaystyle \scriptstyle [I]_{cgs}=[m]_{cgs}[r^{2}]_{cgs}=g\cdot cm^{2}}, transformarea dintre cele două unități este dată de relația: {\displaystyle \scriptstyle 1kgm^{2}=10^{7}g{cm}^{2}} sau reciproc: {\displaystyle \scriptstyle 1g{cm}^{2}=10^{-7}kgm^{2}}.